# Pernille Mathiesen
Pernille Mathiesen (Holstebro, 5 ottobre 1997) è un'ex ciclista su strada danese, attiva in formazioni UCI dal 2016 al 2022. Nel 2017 ai campionati europei di Herning ha vinto la medaglia d'oro sia nella prova a cronometro Under-23 che in quella in linea di categoria.

## Palmarès
- 2015 (Juniores)

Campionati danesi, Prova a cronometro Junior
- 2016 (Team BMS Birn, una vittoria)

3ª tappa, 2ª semitappa Gracia-Orlová (Dětmarovice > Visalaje)
- 2017 (Team Virtu Cycling, due vittorie)

Campionati europei, Prova a cronometro Under-23 (con la Nazionale danese)
Campionati europei, Prova in linea Under-23 (con la Nazionale danese)
- 2019 (Team Sunweb, una vittoria)

Omloop van Borsele ITT (cronometro)

### Altri successi
- 2018 (Team Sunweb)

1ª tappa Madrid Challenge by La Vuelta (Boadilla del Monte > Boadilla del Monte, cronosquadre)
- 2019 (Team Sunweb)

Classifica giovani Thüringen Ladies Tour
Classifica giovani Madrid Challenge by La Vuelta

## Piazzamenti

### Grandi Giri
- Giro d'Italia

2017: 126ª
2019: ritirata (5ª tappa)

### Competizioni mondiali
- Campionati del mondo

Ponferrada 2014 - Cronometro Junior: 2ª
Ponferrada 2014 - In linea Junior: 27ª
Richmond 2015 - Cronometro Junior: 4ª
Richmond 2015 - In linea Junior: 12ª
Bergen 2017 - Cronosquadre: 5ª
Bergen 2017 - Cronometro Elite: 14ª
Bergen 2017 - In linea Elite: 66ª
Innsbruck 2018 - Cronosquadre: 3ª
Innsbruck 2018 - Cronometro Elite: 12ª
Innsbruck 2018 - In linea Elite: ritirata
Yorkshire 2019 - Staffetta: 8ª
Yorkshire 2019 - Cronometro Elite: 18ª
Yorkshire 2019 - In linea Elite: 68ª
Imola 2020 - Cronometro Elite: 32ª
Imola 2020 - In linea Elite: ritirata

### Competizioni continentali
- Campionati europei

Nyon 2014 - Cronometro Junior: 5ª
Nyon 2014 - In linea Junior: ritirata
Herning 2017 - Cronometro Under-23: vincitrice
Herning 2017 - In linea Under-23: vincitrice
Glasgow 2018 - In linea Elite: 56ª
Glasgow 2018 - Cronometro Elite: 5ª
Alkmaar 2019 - Cronometro Elite: 8ª
Alkmaar 2019 - In linea Elite: 30ª
Plouay 2020 - In linea Elite: ritirata
Trento 2021 - In linea Elite: ritirata